# Jang Taek-sang
Jang Taek-sang (장택상 ; 張澤相), né le 22 octobre 1893 dans le district de Chilgok et mort le 1er août 1969 à Séoul, est un homme d'État coréen.

## Biographie
Jang Taek-sang étudie à l'université d'Édimbourg. Il est ensuite membre de la résistance contre l'annexion par l'empire Japonais sous le pseudonyme de Changrang (창랑 ; 滄浪). Pendant l'occupation américaine, il est nommé chef de la police nationale et fait partie du parti démocrate de Corée. A l'indépendance, il devient le premier ministre des Affaires étrangères du gouvernement sud-coréen du 15 août 1948 au 24 décembre 1948. Durant la guerre de Corée, il occupe le poste de Premier ministre du 6 mai 1952 au 6 octobre 1952.